# 桂塩鯛
桂 塩鯛（かつら しおだい）は、上方落語の名跡。
かつての表記は旧字体の「鹽鯛」。
- 3代目桂塩鯛 - 本項にて記述。
- 4代目桂塩鯛 - 桂都丸が襲名。

「塩鯛」の名跡は、元々、初代桂文團治の俗称および俳名で、奥目であったことから付いたあだ名。俗称ではあるが、初代文團治門下には「鯛蔵」「鯛團治」「鯛助」「小鯛」など、「鯛」字が付く弟子が多数いる。
なお『落語系圖』では、この塩鯛の名跡に関しては代数を振っていない。初代鹽鯛が、あくまでも初代文團治のあだ名扱いであったことによるものではないかとされている。
1929年に騒人社書局より出版された『名作落語全集』所載の『米揚げ笊』速記によると、
と記載されており、これは2代目文團治（または3代目文團治）を2代目鹽鯛として代数に勘定したものであるとされる。ただし、2代目文團治（または3代目文團治）が鹽鯛の名跡を自ら名乗ったことがあるのかどうかは不詳。
3代目 桂 鹽鯛（かつら しおたい、1877年 - 1943年3月15日）は、明治から昭和にかけての上方落語の落語家（上方噺家）。本名: 岡本 密太郎。初めて「鹽鯛」を正式に名乗った落語家である。

## 経歴
2代目笑福亭勝鶴の門下で勝寿（勝壽）を名乗る。1899年1月の神戸湊亭が初高座。1904年ごろ、初代笑福亭福松の門下で笑福亭福壽となる。1908年、4代目笑福亭松鶴の門下で2代目笑福亭萬歳となる。しかし、気難しい師匠との関係が上手く行かなくなり、2代目桂米團治（後の3代目桂文團治）の門下に移ったのち、新たに結成された互楽派の一員となり、太平洋鯱丸を名乗る。だがこれも長続きせずに米團治のもとに戻り、2代目桂米紫を経て、1918年ごろに鹽鯛を襲名した。正式な高座名としては最初の「盬鯛」だったが、前記のような理由で3代目を名乗った。
非常に小柄で童顔だったためか「ベビーハナシカ」などと呼ばれた。昭和初年頃までは第一線にいたがその後引退した。落語番付でも横綱、大関にはなれなかったが、前頭には落ちず、常に三役を保つほどだった。1929年頃には吉本興業を脱退し、大阪市港区市岡で「雨風屋」という喫茶店を開きながら、主にお座敷やラジオなどで芸を披露するのみとなった。
『舟弁慶』などが得意ネタだった。米紫時代の『日和小町』『廻り猫』などのSPレコードの録音が残る。
福壽時代の妻は松川家妻奴と言い、三味線の名手で、「堀江六人斬り」で両腕を失った松川家妻吉（本名: 大石よね、後に出家して大石順教）の伴奏で有名になった。後妻の名は「ひな」と言い、戦後まで下座（囃子方）で活動した。
弟子には鯛蔵、鯛次、鯛六、鯛丈等がいた。
後年に都丸の襲名に際して、研究家の豊田善敬が再調査したところ、塩鯛の子孫が存命であることが判明した。